# Loch Ness (jeu vidéo)
Pour les articles homonymes, voir Loch Ness (homonymie).
Loch Ness est un jeu vidéo d'aventure pour PC sorti en France en novembre 2001, développé par l'équipe française du studio Galiléa et édité par Wanadoo Éditions.
Ce jeu introduit pour la première fois le détective privé Allan Parker Cameron, que le joueur incarne ici pour mener l'enquête. En 2003, Loch Ness a connu une unique suite : Amenophis : La Résurrection. Loch Ness et Amenophis constituent les deux opus de la série Cameron Files.
En 2013, l'éditeur Anuman Interactive sort une adaptation du jeu pour appareils mobiles fonctionnant sous iOS (iPhone, iPad).

## Trame
Lundi 17 décembre : Alan Parker Cameron arrive en Écosse au manoir de Devil's Ridge sur invitation du propriétaire des lieux, Lord Allistair McFarley. Détective à Chicago, Cameron est le dernier descendant des Cameron d'Inverness, une famille proche des McFarley. Seules deux personnes sont alors présentes au manoir : le majordome et Lady McFarley, la femme du Lord. Celle-ci apprend à Cameron qu'il est arrivé trop tard : son mari a été enlevé. La vieille dame, inquiète, doit être alitée. Le détective découvre seul le manoir et ses environs. En montant au grenier, il aperçoit par une lucarne un phénomène surnaturel : le monstre du Loch Ness semble présent dans le lac qui jouxte le manoir. Cameron a le réflexe de faire une photographie. Plus tard, il entre en communication avec une banshee, fantôme écossais qui veille sur les lieux. Celle-ci lui explique qu'une personne malveillante cherche à réunir les trois cristaux de Sirdach que possèdent respectivement les familles Cameron, McFarley et McGrab. Cameron doit l'en empêcher. Selon la légende, ces cristaux, une fois réunis, seraient capables de concentrer les rayons du soleil en une émanation d'énergie dévastatrice.
Mardi 18 décembre : La fille de Lord McFarley, Moïra, est arrivée au manoir pendant la nuit. Cameron surprend un vif échange entre elle et Bruce McGrab, négociant en whisky de son état, qui souhaite acquérir le cristal des McFarley. Moïra refuse. Pour mieux comprendre les projets de McGrab, Cameron se rend discrètement dans sa distillerie. Sur place, le détective découvre la canne de McFarley ainsi que plusieurs objets récemment volés dans un musée : des disques d'ambre et le Livre de Kelia, tous deux en lien avec la légende des cristaux. Revenu au manoir, il parvient à entrer dans le bureau de McFarley et y récupère le cristal convoité par Bruce McGrab pour éviter qu'il ne tombe entre de mauvaises mains. Enfermé dans le bureau de McFarley, Cameron doit s'échapper par une fenêtre et tombe dans les douves du manoir. Il est repêché par Fergus Mohr, le jardinier.
Mercredi 19 décembre : Cameron retourne dans le bureau de McFarley où il parvient à télégraphier des informations à Scotland Yard. La police l'informe que le monstre du Loch Ness photographié l'avant-veille semble dissimuler un sous-marin. Le détective découvre également que les disques d'ambre, associés aux deux cristaux de Sirdach qu'il possède, permettent de générer des hologrammes. Il se rend ensuite à la chapelle de Sirdach située à proximité du manoir. Il y trouve un triskel en rapport avec la légende des cristaux et s'en empare avant que des personnes malintentionnées puissent en faire de même.
Jeudi 20 décembre : Cameron aperçoit de nouveau la silhouette du monstre du Loch Ness par une fenêtre du manoir. Il décide alors de sonder les eaux du lac à la recherche d'indices. Fergus Mohr, le jardinier, l'aide en activant la pompe à oxygène reliée à son scaphandre. Le détective découvre au fond du lac une grande porte creusée dans la roche, mais n'a pas le temps d'investiguer davantage car il manque soudainement d'oxygène. En ressortant du lac, il découvre que Fergus Mohr a été assommé. Au manoir, le bureau de McFarley a été cambriolé et fouillé. Lady McFarley lui apprend que Moïra a été enlevée et emmenée vers la distillerie. Cameron s'y rend, mais se fait surprendre par une femme qui l'assomme. Il se réveille enfermé dans le sous-sol de la distillerie. Les cristaux et le triskel lui ont été dérobés. Le détective parvient à s'échapper mais se retrouve de nouveau confronté à la jeune femme, dont il se débarrasse cette fois en faisant tomber un lourd sac sur sa tête. La banshee apparaît alors de nouveau à Cameron pour lui dire que le lendemain sera le jour du solstice d'hiver correspondant à la fête celtique d'Alban Arthuan. Ce jour sera celui de la confrontation du bien et du mal.
Vendredi 21 décembre : En passant par les souterrains du manoir, Cameron découvre un passage secret menant à un laboratoire construit par Bruce McGrab. Ce dernier s'y trouve avec une troupe de fidèles. McGrab a réuni les cristaux et le triskel et envisage d'utiliser leur puissance pour « rayer Londres de la carte » dans la soirée. La réunion prend fin et le laboratoire devient libre d'accès. Cameron y découvre Lord McFarley qu'il libère, puis descend dans le sous-sol du laboratoire où il libère Moïra. L'endroit constitue un port pour le sous-marin de Bruce McGrab. Cameron parvient à confectionner une bombe artisanale qu'il place sur le sous-marin. Il récupère le triskel nécessaire à l'activation des cristaux, puis s'enfuit. Il retrouve Moïra dans le bureau de Lord McFarley. Tous deux observent par la fenêtre l'apparition du monstre du Loch Ness, qui n'est autre qu'un hologramme dissimulant le sous-marin de Bruce McGrab. Cameron utilise un laser conçu par McFarley pour anéantir le sous-marin qui explose. L'épilogue du jeu consiste en une dernière rencontre de Cameron avec la banshee, qui félicite le détective d'avoir fait triompher le bien sur le mal.

## Système de jeu
Loch Ness utilise le moteur Phoenix VR développé par 4X Technologies, permettant au joueur d'évoluer dans des décors réalisés en 3D précalculée : le joueur incarne le personnage qu'il contrôle (on parle de vision subjective, ou de « vue à la première personne »), et peut tourner sur lui-même avec une vision à 360° en regardant librement vers le haut et vers le bas. Les déplacements du joueur dans son environnement se font selon le système de point and click n'utilisant que la souris, très répandu dans le jeu d'aventure : lorsque le joueur a la possibilité d'avancer dans le décor, le curseur se transforme en flèche ; en cliquant, le joueur se retrouve instantanément à un point du décor vers lequel il a cliqué. Ainsi, le joueur ne peut pas avancer complètement librement dans l'environnement du jeu : il ne peut atteindre que des endroits prédéfinis d'où il dispose d'une vision à 360° sur l'espace qui l'entoure.
Les interactions avec les objets du décor et les personnages se font elles aussi par le système du point and click : le joueur observe les décors en bougeant sa souris à la recherche de zones d'interactions. Lorsqu'un objet peut être récupéré ou actionné, le curseur se transforme en main ; lorsqu'un objet est nécessaire pour interagir avec une zone du décor, le curseur se transforme en un ensemble d'engrenages. Il suffit dans tous les cas de cliquer sur ces zones pour réaliser une interaction. Le joueur dispose d'un inventaire, lieu de stockage virtuel de divers objets qu'il peut ramasser au cours du jeu, et qu'il pourra utiliser par la suite. Ainsi, le joueur peut ramasser et garder avec lui des objets très variés ou des lettres qu'il trouve au cours de son aventure. Si certains objets servent par la suite à interagir avec d'autres éléments du décor, les lettres participent quant à elles à la dimension narrative du jeu : c'est par leur biais que le joueur peut mieux saisir les détails de l'intrigue du jeu.
Comme dans la plupart des jeux d'aventure, le scénario du jeu est linéaire : pour avancer dans l'intrigue, le joueur doit nécessairement faire un certain nombre d'actions dans un ordre prédéfini qui lui permettront de progresser.
Le jeu contient plusieurs situations pouvant aboutir à un « game over », ainsi que des séquences en temps limité, ajoutant une dimension de jeu d'action au jeu d'aventure. Le joueur peut sauvegarder sa partie à tout moment pour la reprendre ultérieurement.